# إيفا ده خوده
إيفا ده خوده (بالهولندية: Eva de Goede)‏،(مواليد 23 مارس 1989 )،هي لاعبة هولندية في رياضة هوكي الحقل،تلعب في مركز خط الوسط في نادي الهوكي والباندي الأمستردامي، كذلك تمثل منتخب هولندا وكانت ضمن تشكيلة المنتخب الذي فاز ببطولة الأبطال عام 2007.
فازت مع منتخب هولندا بذهبتي أولمبياد بكين ولندن.

## روابط خارجية
- إيفا ده خوده على موقع الاتحاد الدولي للهوكي (الإنجليزية)
- إيفا ده خوده على موقع اللجنة الأولمبية الدولية (الإنجليزية)
- إيفا ده خوده على موقع أوليمبيديا (الإنجليزية)
- إيفا ده خوده على موقع تيم أن.أل (الهولندية)